# ۱۶۴۳ (میلادی)
۱۶۴۳ (میلادی) هزار و ششصد و چهل و سومین سال تقویم میلادی است.

## زادگان
- ۴ ژانویه – آیزاک نیوتن فیزیک‌دان و ریاضی‌دان انگلیسی (درگذشت ۱۷۲۷).
- ۱۶ نوامبر – ژان شاردن، کاشف فرانسوی (د. ۱۷۱۳)

## درگذشتگان
- ۲۳ ژانویه – چیاچینگ، یازدهمین امپراتور مینگ در چین (زادروز ۱۵۰۷)
- ۲۵ فوریه – مارکو دا گاگلیانو، آهنگساز ایتالیایی (زادروز ۱۵۸۲)
- ۱ مارس – جیرولامو فرسکوبالدی، آهنگساز ایتالیایی (زادروز ۱۵۸۳)
- 20 آوریل – کریستف دمانتوس، آهنگساز آلمانی (زادروز ۱۵۶۷)
- ۲۹ نوامبر
  - ویلیام کارترایت، نمایشنامه‌نویس انگلیسی (زادروز ۱۶۱۱)
  - کلودیو مونته وردی، آهنگساز ایتالیایی (زادروز ۱۵۶۷)
- ۳ نوامبر – پاول گولدین، ریاضی‌دان و ستاره‌شناس اتریشی (ز. ۱۵۷۷)